# Adiós (canción de Gustavo Cerati)
«Adiós» es una canción escrita por el cantautor argentino Gustavo Cerati y su hijo, Benito Cerati, que fue lanzada en 2007 como tercer sencillo de su cuarto álbum de estudio, Ahí vamos (2006). Es una de las canciones más conocidas del artista en solitario.

## Letra
La letra de la canción fue escrita por Gustavo Cerati junto a su hijo Benito Cerati. La letra de esta canción habla de la ruptura de las parejas y de que podemos crecer como personas después de una ruptura. El 4 de septiembre de 2014 Benito Cerati usó la frase final de la canción «Decir adiós es crecer» a través de su cuenta de Twitter a modo de despedida de su padre tras su fallecimiento.

## Video musical
Fue dirigido por Joaquín Cambre, el cual realizó también el video musical de «Crimen». El video comienza con una escena donde aparece una familia y a lo largo del video aparecen distintas escenas: de trabajo, una pareja que se conoce y comienza una nueva relación, un matrimonio que rompe. Cerca del final aparecen alumnos de un colegio destruyendo todo quedando solo una pareja besándose.

## Música
La canción comienza directamente con la melodía principal de la canción. Luego comienza a desarrollarse la letra. En vivo, en la gira para promocionar el cuarto álbum de estudio Ahí vamos, Cerati presenta la canción diciendo «Hola, adiós». También fue interpretada durante la primera mitad de la gira musical para la promoción de su quinto álbum de estudio, Fuerza natural (2009).

## Posicionamiento en listas

### Semanales
| País      | Lista             | Mejor posición |
| 2025      | 2025              | 2025           |
| --------- | ----------------- | -------------- |
| Argentina | Argentina Hot 100 | 59             |